# Komitet Czujności Dzielnicy Whitechapel

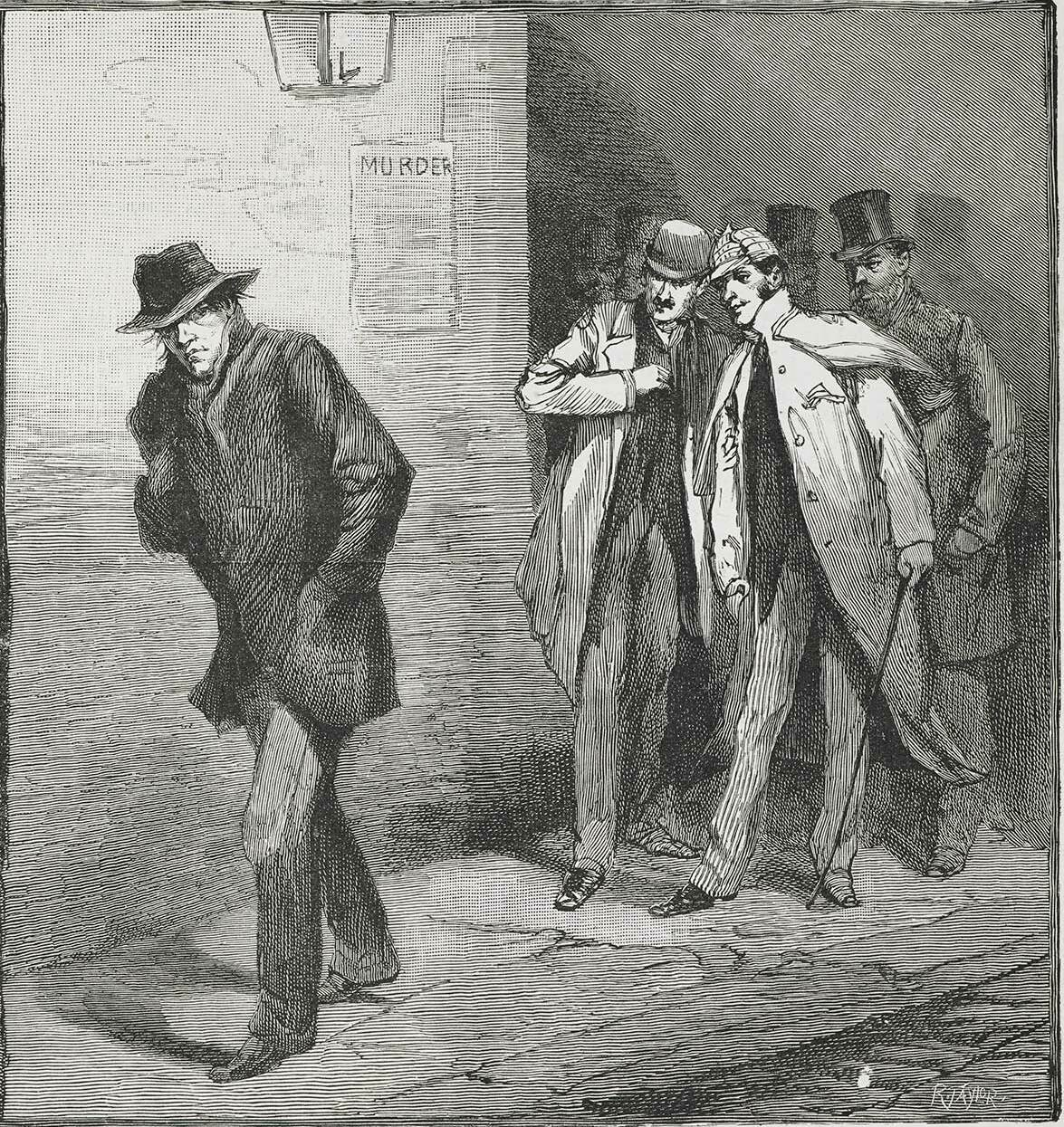
Rysunek z 13 października 1888 roku w gazecie „The Illustrated London News”, przedstawiający członków Komitetu Czujności Dzielnicy Whitechapel, obserwujących podejrzaną postać

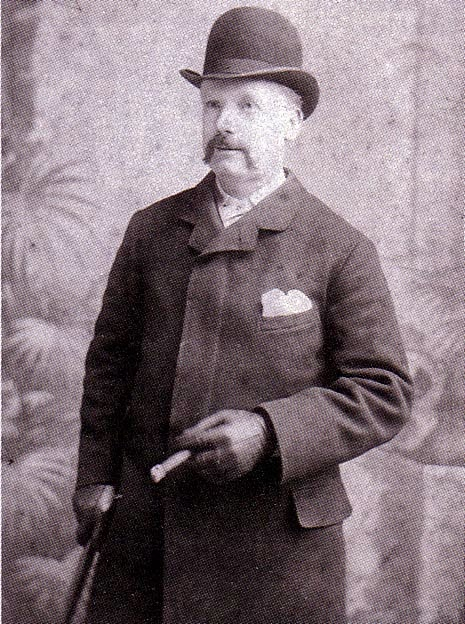
Przewodniczący Komitetu Czujności Dzielnicy Whitechapel George Lusk

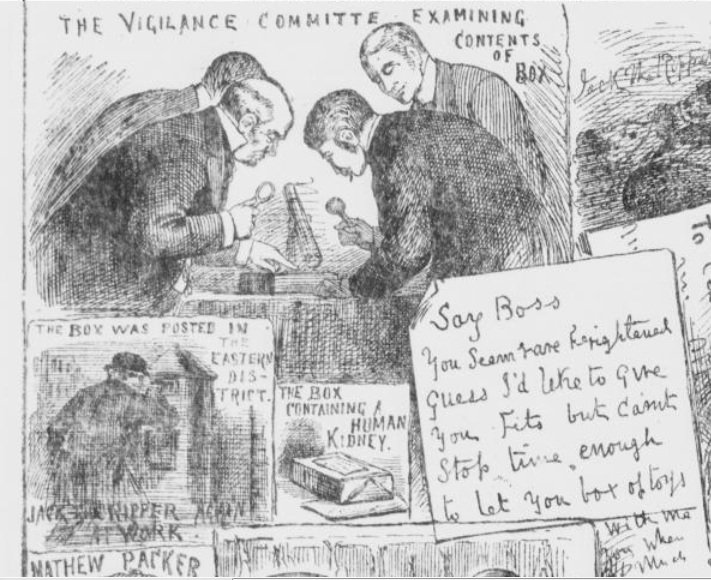
Rysunek z 27 października 1888 roku w gazecie „The Illustrated Police News”, przedstawiający członków komitetu, badających zawartość pudełka przesłanego do Luska

Komitet Czujności Dzielnicy Whitechapel (ang. Whitechapel Vigilance Committee) – brytyjski komitet lokalnych cywilnych wolontariuszy, którzy patrolowali ulice londyńskiej dzielnicy Whitechapel w okresie morderstw w 1888 roku. Wolontariusze działali głównie w nocy, pomagając Metropolitan Police w poszukiwaniu nieznanego seryjnego mordercy znanego jako Kuba Rozpruwacz.

## Działalność
Komitet Czujności Dzielnicy Whitechapel został założony przez szesnastu przedsiębiorców z dzielnic Whitechapel i Spitalfields, którzy obawiali się, że zabójstwa wpływają na przedsiębiorstwa w okolicy. Na czele komitetu stał miejscowy budowlaniec George Lusk, który został wybrany na przewodniczącego komitetu podczas jego pierwszego posiedzenia 10 września 1888 roku. Pozostałymi członkami komitetu byli szynkarz Joseph Aarons (skarbnik), B. Harris (sekretarz) oraz Barnett, Cohen, H.A. Harris, Hodgins, Houghton, Isaacs, Jacobs, Laughton, Lindsay, Lord, Mitchell, Reeves i Rogers. Dziennik „The Daily Telegraph” w wydaniu z 5 października 1888 roku doniósł, że czołowi członkowie komitetu „wywodzili się głównie z branży handlowej i byli wśród nich budowlaniec, producent cygar, krawiec, wytwórca ram do obrazów, licencjonowany sprzedawca żywności i „aktor”. Tym ostatnim mógł być artysta Charles Reeves.
Członkowie komitetu byli niezadowoleni z poziomu ochrony, jakiej lokalnej społeczności zapewniała Metropolitan Police, dlatego wprowadzili własny system lokalnych patroli, w ramach których wyselekcjonowani bezrobotni mężczyźni kontrolowali ulice East Endu każdego wieczoru od 00:00 do godziny 04:00–05:00 następnego ranka. Każdy z tych mężczyzn otrzymywał od komitetu niewielką pensję i patrolował określony rejon, uzbrojony w policyjny gwizdek, parę kaloszy i mocny kij. Sam komitet spotykał się każdego wieczoru o 21:00 w pubie The Crown, a po zamknięciu lokalu o godzinie 00:30 członkowie komitetu przeprowadzali inspekcje i przyłączali się do patroli. Wkrótce do tych patroli dołączyły patrole Komitetu Czujności Robotników.

## Rozgłos
Jako przewodniczącego komitetu nazwisko Luska pojawiało się w ogólnokrajowych gazetach i na plakatach w Whitechapel i okolicach, wzywających do informacji dotyczących tożsamości Kuby Rozpruwacza i narzekających na brak nagrody za takie informacje od rządu brytyjskiego. W związku z tym rozgłosem Lusk otrzymał pocztą listy z pogróżkami, rzekomo od zabójcy. Wspomina się o nim także w piśmie z 17 września 1888 roku, odnalezionym podobno w materiałach archiwalnych pod koniec XX wieku; jednak większość ekspertów odrzuca to jako współczesne oszustwo.
30 września 1888 roku członkowie komitetu napisali do rządu lorda Salisbury’ego, próbując przekonać go do wyznaczenia nagrody za informacje prowadzące do schwytania Rozpruwacza. Kiedy minister spraw wewnętrznych Henry Matthews odrzucił tę prośbę, komitet zaoferował własną nagrodę. Komitet zatrudnił także dwóch prywatnych detektywów, Le Granda (lub Granda) i JH Batchelora, do zbadania morderstw bez udziału policji.

## List „Z piekieł”
List „Z piekieł”, wraz z którym przysłano połowę zachowanej ludzkiej nerki, był osobiście zaadresowany do George’a Luska, który otrzymał przesyłkę 16 października 1888 roku. List został wysłany poprzedniego dnia. Wielu badaczy morderstw dokonanych przez Kubę Rozpruwacza uważa ten list za wiadomość, która najprawdopodobniej została wysłana przez faktycznego mordercę.